# Jerzy Kamionowski
Jerzy Kamionowski – polski literaturoznawca, dr hab. nauk humanistycznych, profesor nadzwyczajny Wydziału Nauk Społecznych i Humanistycznych Państwowej Wyższej Szkoły Informatyki i Przedsiębiorczości w Łomży, oraz Instytutu Neofilologii Wydziału Filologicznego Uniwersytetu w Białymstoku.

## Życiorys
19 stycznia 1999 obronił pracę doktorską pt. New Wine in Old Bottles. The Virtuality of the Presented World in Angela Carter’s Fiction, from „The Infernal Desire Machines of Doctor Hoffman” to „Nights at the Circus, 27 września 2013 habilitował się na podstawie oceny dorobku naukowego i pracy. Został zatrudniony na stanowisku adiunkta na Wydziale Nauk Humanistycznych w Ełku w Wyższej Szkole Finansów i Zarządzania w Białymstoku i w Katedrze Neofilologii na Wydziale Filologicznego Uniwersytetu w Białymstoku.
Objął funkcję profesora nadzwyczajnego na Wydziale Nauk Społecznych i Humanistycznych w Państwowej Wyższej Szkole Informatyki i Przedsiębiorczości w Łomży, oraz w Instytucie Neofilologii na Wydziale Filologicznego Uniwersytetu w Białymstoku.
Jest dyrektorem Instytutu Neofilologii Wydziału Filologicznego Uniwersytetu w Białymstoku.